# Le Moulin
Le Moulin (114 m n. m.) je kopec na ostrově Sark v Lamanšském průlivu při pobřeží Normandie. Je to nejvyšší místo ostrova i celé britské korunní dependence Guernsey.